# Gerhart Becker
Gerhart Becker (* 7. April 1923 in Ingelfingen; † 22. Dezember 1977 in Hamburg) war ein deutscher Architekt.

## Leben
Becker machte 1940 sein Abitur an der Oberschule in Rottweil und leistete anschließend von 1940 bis 1945 seinen Wehrdienst bei der Kriegsmarine als leitender Ingenieur auf U-Booten ab. Nach einem Jahr der Ausbildung als Zimmermannspraktikant studierte er ab 1946 Architektur an der Technischen Hochschule Karlsruhe. 1950 legte er mit dem Thema Entwurf einer Kirche seine Diplomprüfung bei Egon Eiermann ab und fand im Sommer eine Anstellung als Architekt bei der Benzin- und Petroleumgesellschaft in Hamburg. Er beschäftigte sich dort mit der Entwicklung von Schwingendächern, Pavillons, Werbe- und Platzleuchten und den Entwürfen für Tankstellen und Lager. Im Jahr 1953 erhielt er die bauliche Oberaufsicht für die Verkaufsabteilung in Süddeutschland. Im Oktober 1953 wurde er Architekt im  Hamburger Büro von Bernhard Hermkes. Von 1954 bis 1962 fungierte er als Bürochef und war von 1962 bis 1969 Teilhaber und Partner des Architekturbüros „Prof. Bernhard Hermkes Dipl.-Ing. Architekt BDA“. Hier war er unter anderem mit der Planung, Organisation, Ausschreibung und Detailbearbeitung von Schulbauten, Verwaltungsgebäuden, städtebauliche Arbeiten, im Groß-Wohnungsbau, von Einfamilienhäusern und Industriebauten befasst. In Hamburg gab es einen Wettbewerb für eine Großmarkthalle in Hammerbrook. Der Siegerentwurf, der von 1958 bis 1962 realisiert wurde, stammte von en Architekten Bernhard Hermkes und Gerhart Becker, die für die Umsetzung die Mithilfe des Bauingenieurs Ulrich Finsterwalder und das Architektenbüro Schramm und Elingius in Anspruch nahmen. Er nahm von 1969 bis 1977 auch an Wettbewerben teil. Ab 1969 geht er als freier Mitarbeiter mit projektbezogenen Partnerschaften ins Büro Jost Schramm und Gert Pempelfort und arbeitet dort bis zu seinem Tod im Jahr 1977.

## Werke (Auswahl)
Frühe Werke
- 1950–1953: Für die BP Benzin-und Petroleum GmbH Hamburg. Tanklager in Uelzen und Itzehoe, Tankhäuser in München-Solln und Hamburg-Steindamm, Typenentwicklung Schwingendächer, Leuchten und Möbel für Tankstellen.
- 1953–1965: Beteiligung am Bau der Albert-Schweitzer-Schule.
- 1953–1956: Verwaltungsgebäude Vorwerk in Wuppertal.
- 1956–1958: Osram Verwaltungsgebäude Berlin.

Wettbewerbe
- 1952/1953: 3. Preis mit Gert-Dieter Stübing beim Wettbewerb für das Staatstheater Kassel.
- 1956: Gedächtniskirche Berlin, in Konkurrenz zu seinem Lehrer Egon Eiermann.
- 1956: Kirche Lietzensee Berlin.
- 1956: Fußgängerbrücke Köln-Mülheim (Ausführung).
- 1957–1958: Severinsbrücke Köln Rampenbauwerk (Ausführung).
- 1958: Norderelbbrücke Hamburg.
- 1959: Wasserturm Flensburg.

Mit Bernhard Hermkes
- 1958–1962: Großmarkthalle[2]
- 1963: Pflanzen- und Kakteenhaus Hamburg
- 1958–1966: Kraftwerke, Heizkraftwerk Wedel
- 1967: Wohnbebauung Hamburg-Lurup
- 1967: Gebäude der Allianzversicherung Emden

1993 wird in der vollständig überarbeiteten und erweiterten Neuauflage der Architektur in Hamburg Seit 1900 von Volkwin Marg und Reiner Schröder nur noch Bernhard Hermkes genannt.